# دانشگاه منصوره
دانشگاه منصوره (به عربی: جامعة المنصورة) یک دانشگاه در مصر است که در منصوره واقع شده‌است.